# Hrabia Pembroke

## Informacje ogólne
- Dodatkowymi tytułami hrabiego Pembroke są:
  - hrabia Montgomery
  - baron Herbert of Cardiff
  - baron Herbert of Shurland
  - baron Herbert of Lea
- Najstarszy syn hrabiego Pembroke nosi tytuł lorda Herbert
- Rodową siedzibą hrabiów Pembroke jest Wilton House w hrabstwie Wiltshire

Hrabiowie Pembroke 1. kreacji (parostwo Anglii)
- 1138–1148: Gilbert de Clare, 1. hrabia Pembroke
- 1148–1168: Richard de Clare, 2. hrabia Pembroke
- 1176–1185: Gilbert de Striguil, 3. hrabia Pembroke

Hrabiowie Pembroke 2. kreacji (parostwo Anglii)
- 1189–1219: William Marshal, 1. hrabia Pembroke
- 1219–1231: William Marshal, 2. hrabia Pembroke
- 1231–1234: Richard Marshal, 3. hrabia Pembroke
- 1234–1241: Gilbert Marshal, 4. hrabia Pembroke
- 1241–1245: Walter Marshal, 5. hrabia Pembroke
- 1245–1245: Anselm Marshal, 6. hrabia Pembroke

Hrabiowie Pembroke 3. kreacji (parostwo Anglii)

Herb hrabiów Pembroke z rodu de Valence

- 1247–1296: William de Valence, 1. hrabia Pembroke
- 1296–1324: Aymer de Valence, 2. hrabia Pembroke

Hrabiowie Pembroke 4. kreacji (parostwo Anglii)
- 1339–1348: Laurence Hastings, 1. hrabia Pembroke
- 1348–1375: John Hastings, 2. hrabia Pembroke
- 1375–1389: John Hastings, 3. hrabia Pembroke

Hrabiowie Pembroke 5. kreacji (parostwo Anglii)
- 1414–1447: Humphrey Lancaster, 1. książę Gloucester

Hrabiowie Pembroke 6. kreacji (parostwo Anglii)
- 1447–1450: William de la Pole, 1. książę Suffolk

Hrabiowie Pembroke 7. kreacji (parostwo Anglii)
- 1452–1495: Jasper Tudor, 1. książę Bedford (tytuł skonfiskowany w 1461 r., przywrócony w 1485 r.)

Hrabiowie Pembroke 8. kreacji (parostwo Anglii)
- 1468–1469: William Herbert, 1. hrabia Pembroke
- 1469–1479: William Herbert, 2. hrabia Pembroke

Hrabiowie Pembroke 9. kreacji (parostwo Anglii)
- 1479–1483: Edward York, książę Walii

Markizowie Pembroke 1. kreacji (parostwo Anglii)
- 1532–1536: Anna Boleyn, 1. markiza Pembroke

Hrabiowie Pembroke 10. kreacji (parostwo Anglii)
- 1551–1570: William Herbert, 1. hrabia Pembroke
- 1570–1601: Henry Herbert, 2. hrabia Pembroke
- 1601–1630: William Herbert, 3. hrabia Pembroke
- 1630–1649: Philip Herbert, 4. hrabia Pembroke i 1. hrabia Montgomery
- 1649–1669: Philip Herbert, 5. hrabia Pembroke i 2. hrabia Montgomery
- 1669–1674: William Herbert, 6. hrabia Pembroke i 3. hrabia Montgomety
- 1674–1683: Philip Herbert, 7. hrabia Pembroke i 4. hrabia Montgomery
- 1683–1732: Thomas Herbert, 8. hrabia Pembroke i 5. hrabia Montgomery
- 1732–1750: Henry Herbert, 9. hrabia Pembroke i 6. hrabia Montgomery
- 1750–1794: Henry Herbert, 10. hrabia Pembroke i 7. hrabia Montgomery
- 1794–1827: George Augustus Herbert, 11. hrabia Pembroke i 8. hrabia Montgomery
- 1827–1862: Robert Henry Herbert, 12. hrabia Pembroke i 9. hrabia Montgomery
- 1862–1895: George Herbert, 13. hrabia Pembroke i 10. hrabia Montgomery
- 1895–1913: Sidney Herbert, 14. hrabia Pembroke i 11. hrabia Montgomery
- 1913–1960: Reginald Herbert, 15. hrabia Pembroke i 12. hrabia Montgomery
- 1960–1969: Sidney Herbert, 16. hrabia Pembroke i 13. hrabia Montgomery
- 1969–2003: Henry George Charles Alexander Herbert, 17. hrabia Pembroke i 14. hrabia Montgomery
- 2003 -: William Alexander Sidney Herbert, 18. hrabia Pembroke i 15. hrabia Montgomery